# أرنو هيسه
أرنو هيسه (بالألمانية: Arno Hesse)‏ هو منافس ألعاب قوى ألماني، (و. 1887  م).

## وصلات خارجية
- أرنو هيس على موقع أوليمبيديا (الإنجليزية)